# 다이어리 오브 매드 블랙 우먼
다이어리 오브 매드 블랙 우먼(Diary Of A Mad Black Woman)은 미국에서 제작된 다렌 그랜트 감독의 2005년 드라마, 코미디, 멜로/로맨스 영화이다. 킴벌리 엘리스 등이 주연으로 출연하였고 루벤 캐논 등이 제작에 참여하였다.

## 출연

### 주연
- 킴벌리 엘리스
- 스티브 해리스
- 쉐마 무어
- 타마라 테일러
- 리사 마르코스
- 티파니 에반스

### 조연
- 시실리 타이슨
- 타일러 페리
- 테렐 카터
- 캐롤 밋첼-레온
- 에이버리 나이트
- 빅키 잉그
- 게리 안소니 스터지스
- 바트 핸사드

## 제작진
- 원작자: 타일러 페리
- 제작책임: 몰리 M. 메이우스
- 공동제작: 마이크 업턴
- 라인프로듀서: 조셉 P. 겐니어
- 미술: 이나 메이휴
- 의상: 키스 G. 루이스
- 배역: 샤이 그리핀
- 배역: 킴 윌리엄스